# Anthoxanthum maderense
Anthoxanthum maderense é uma espécie de planta com flor pertencente à família Poaceae. 
A autoridade científica da espécie é Teppner, tendo sido publicada em Phyton. Annales Rei Botanicae 38(2): 309. 1998.

## Portugal
Trata-se de uma espécie presente no território português, nomeadamente no Arquipélago da Madeira.
Em termos de naturalidade é endémica da região atrás referida.
Ocorre na Ilha da Madeira, não ocorrendo em Porto Santo, nas Selvagens e nas Desertas.

## Protecção
Não se encontra protegida por legislação portuguesa ou da Comunidade Europeia.